# Russell Kirk
Russell Amos Kirk, född 19 oktober 1918 i Plymouth, Michigan, död 29 april 1994 i Mecosta, Michigan, var en amerikansk politisk teoretiker, författare, historiker och litteraturkritiker. År 1953 publicerade han den banbrytande boken The Conservative Mind, varigenom han inledde konservatismens renässans i efterkrigstidens USA, den så kallade nykonservatismen.

## Biografi

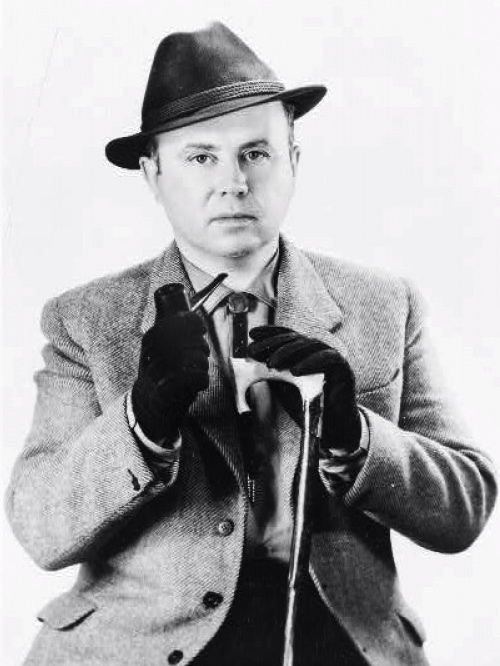
Bild av en ung Russell Kirk med pipa och käpp.

Russell Kirk föddes och växte upp i Plymouth, Michigan. Han var son till lokföraren Russell Andrew Kirk och Marjorie Pierce Kirk. Han tog masterexamen vid Duke University och tjänstgjorde under andra världskriget i USA:s armé. Efter kriget avlade han doktorsexamen vid Saint Andrews-universitetet i Skottland.
Han var återkommande skribent i National Review och grundade den vetenskapliga journalen Modern Age och tidskriften The University Bookman. Senare utnämndes han till Distinguished Fellow vid tankesmedjan Heritage Foundation och skrev för den paleokonservativa publikationen Chronicles. År 1956 utsåg Time honom till en av USA:s femton viktigaste intellektuella.
Efter att ha flyttat till Mecosta i Michigan – en ort som grundats av hans förfäder – ägnade han sin tid åt att skriva böcker, vetenskapliga artiklar och kolumner samt hålla föreläsningar. År 1963 konverterade Kirk till katolicism och gifte sig med Annette Courtemanche. Tillsammans fick de fyra döttrar. Paret var känt för sin gästvänlighet och deras hus i Mecosta (som gick under namnet "Piety Hill") fungerade som ett slags fristad för politiska flyktingar, gravida flickor, luffare och hemlösa och andra och blev en samlingsplats för konservativt sinnade universitetsstudenter.

## Verk
The Conservative Mind (1953), som byggde på Kirks doktorsavhandling, var en genomgång av konservatismens intellektuella historia från Burke och framåt. Boken behandlade en rad, i första hand anglosaxiska, konservativa statsmän, tänkare och författare, varigenom den länkade samman den amerikanska konservatismen med den europeiska traditionen. Boken fick ett stort genomslag och bidrog till att revitalisera det konservativa tänkandet i USA samt ge det intellektuell respekt. Kirk har sedermera kallats "den moderna amerikanska konservatismens fader".

## Filosofi
Centralt för Kirk var att det finns bestående värden och normer, vilka vi lär känna i första hand genom traditionen, som kan gestalta dem något olika i olika kontexter. Rationalistiska ideologier leder, enligt honom, till ödesdigra förenklingar och misstag. Målet för våra strävanden är inte ekonomisk tillväxt, hedonistisk njutning eller statlig makt, utan dygd. Den uppnås inte genom politiska åtgärder och ekonomiska insatser, utan kommer till uttryck i personer och gemenskaper, som kan stödja dess tillväxt. Politiska problem är i grunden moraliska och religiösa.
Kirks tonvikt på gemenskap och tradition förde honom på kollisionskurs med Frank Meyer, som försökte skapa en allians mellan konservativa och libertarianer, och därmed stod för en individualistisk filosofi, som enligt Kirk leder till egoism och isolation. En annan konservativ tänkare som blev hans rival var Willmoore Kendall, som representerade en populistisk samhällssyn.

## Kritik mot neokonservatism
Under den senare delen av sitt liv blev Kirk en skarp kritiker av neokonservatismen, som under 1970-talet och framåt började få ett allt större inflytande över USA:s konservativa rörelse. Under en föreläsning på Heritage 1988 rörde han upp en storm efter att ha påpekat att det verkade som om de neokonservativa ofta "misstog Tel Aviv för USA:s huvudstad", varmed han syftade på att neokonservativa aktivister ofta tar en väldigt stark ställning för Israel.
Han fördömde också i hårda ordalag den utveckling mot militarism som han ansåg att det republikanska partiet genomgick. Utrikespolitiskt antog han en icke-interventionistisk linje, kallade George H.W. Bush-administrationens invasion av Irak (Operation Desert Storm) under Kuwaitkriget för "en radikal intervention" och påpekade att idéer om amerikanskt världsherravälde var något som tidigare förespråkats av demokratiska presidenter som Woodrow Wilson, Franklin D. Roosevelt, och Lyndon B. Johnson, medan republikanerna traditionellt sett har verkat för en försiktigare och mera återhållsam utrikespolitik.

### Fakta
- John Randolph of Roanoke: A Study in American Politics (1951)
- The Conservative Mind: From Burke to Eliot (1953)
- A Program for Conservatives (1954, i vissa utgåvor Prospects for Conservatives)
- St. Andrews (1954)
- Academic Freedom: An Essay in Definition (1955)
- Beyond the Dreams of Avarice: Essays of a Social Critic (1956)
- The American Cause (1957)
- The Library of Conservative Thought 30 Vols. (edited, 1963–1993)
- Confessions of a Bohemian Tory (1963)
- The Intemperate Professor and Other Cultural Splenetics (1965)
- The Political Principles of Robert A. Taft, with James McClellan (1967)
- Edmund Burke: A Genius Reconsidered (1967)
- Enemies of the Permanent Things: Observations of Abnormity in Literature and Politics (1969)
- Eliot and His Age: T. S. Eliot’s Moral Imagination in the Twentieth Century (1971)
- The Roots of American Order (1974)
- The Portable Conservative Reader (1982)
- The Wise Men Know What Wicked Things Are Written on the Sky (1987)
- Economics: Work and Prosperity (1988)
- The Conservative Constitution (1990, 2:a upplagan 1997 med titeln Rights and Duties: Reflections on Our Conservative Constitution)
- America’s British Culture (1993)
- The Politics of Prudence (1993)
- The Sword of Imagination: Memoirs of a Half-Century of Literary Conflict (1995)

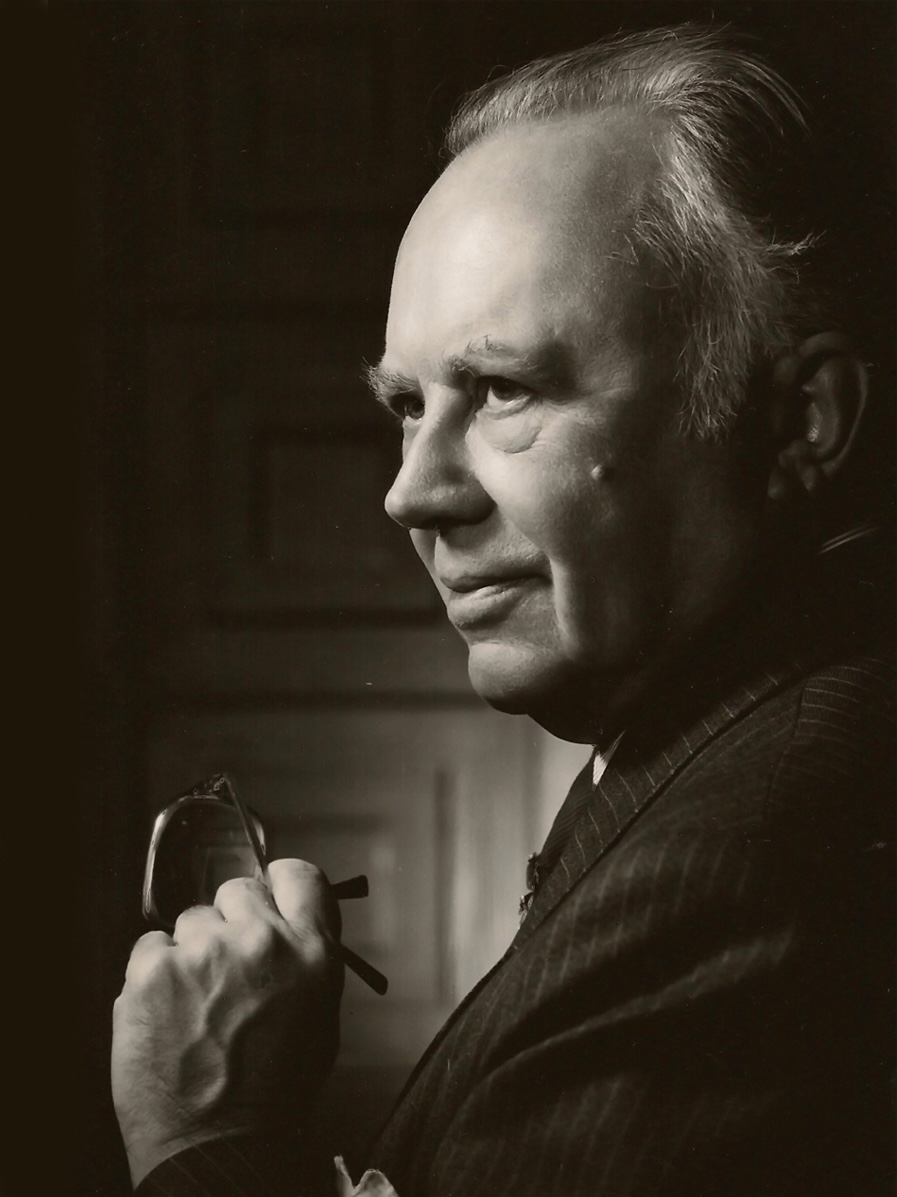
Kirk senare i livet.

- Redeeming the Time (1996)
- The Essential Russell Kirk (2007)

### Skönlitteratur
- Old House of Fear (1961)
- The Surly Sullen Bell: Ten Stories and Sketches, Uncanny or Uncomfortable (1962)
- A Creature of the Twilight: His Memorials (1966)
- The Princess of All Lands (1979)
- Lord of the Hollow Dark (1979)
- Watchers at the Strait Gate (1984)
- Off the Sand Road: Ghost Stories, Volume One (2002)
- What Shadows We Pursue: Ghost Stories, Volume Two (2003)
- Ancestral Shadows: An Anthology of Ghostly Tales (2004)